# Pedir

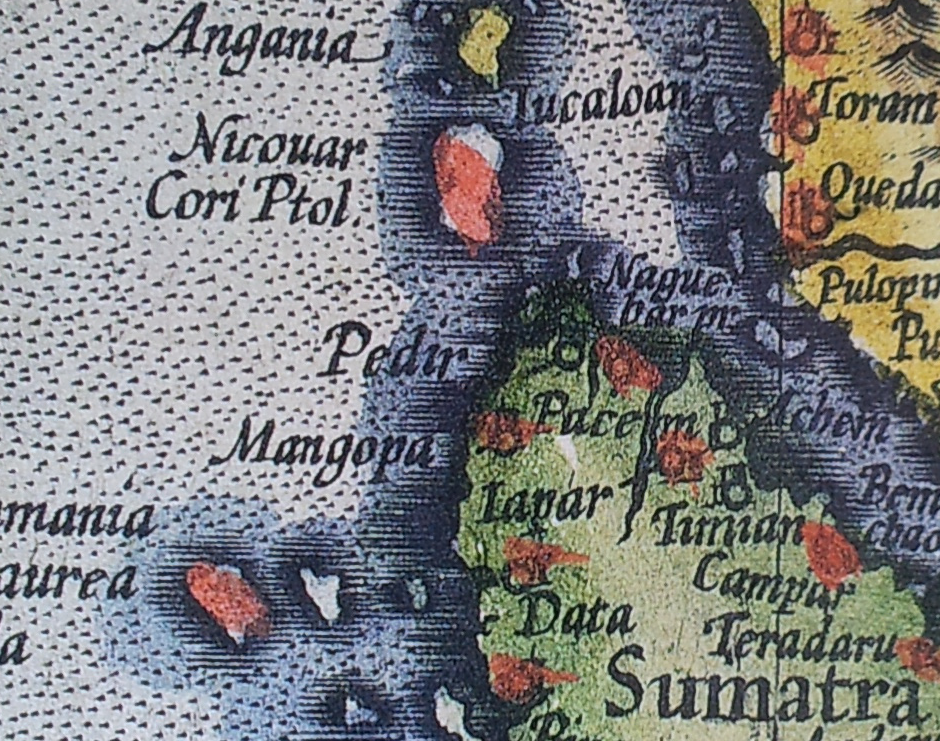
Pedir, op een kaart van Mercator uit 1595

Pedir was een havenstad in Atjeh aan de noordkust van Sumatra, in de buurt van Sigli. Het was ook de naam van het daar gevestigde vorstendom, dat ongeveer samenvalt met de huidige landstreek Pidië. In deze streek wordt van oudsher veel peper verbouwd. Omdat aan de ene kant geschreven bronnen altijd neerkomen op een poging de naam in de klanken van een andere taal weer te geven en aan de andere kant de uitspraak van een naam in de loop van eeuwen soms verandert, kunnen Pedir en Pidië twee schrijfwijzen voor dezelfde naam zijn; ook de vormen Pidir en Pidia komen voor.

## Opkomst en bloei
Marco Polo bezocht de noordkust van Sumatra in 1292 en beschreef daar een zestal koninkrijkjes, maar maakte nog geen melding van Pedir. 
De Portugese geschiedsschrijver João de Barros vermeldt in zijn Decadas da Asia dat Pedir geruime het voornaamste rijk aan de noordkust van Sumatra was, al voor de stichting van Malakka, rond 1400. Hij geeft als reden voor de bloei van Pedir dat de strategische ligging van de haven: een natuurlijk trefpunt voor de handel tussen Oost (het Verre Oosten) en West (India en de Levant), vanwaar de scheepvaart door de Straat van Malakka beheerst kon worden. Pedir was de belangrijkste uitvoerhaven voor peper. 
Ook de Arabische zeeman Sulaiman Al Mahri noemde in het begin van de 16e eeuw in zijn praktijkboek hogere zeevaartkunde (al-Minhaj al-Fakhir fi 'Ilm al-Bahr al-Zakhir) Pedir als een van de bekendste havens, in het bijzonder voor peper. 
De Bolognese reiziger Ludovico di Varthema meldde dat er in het begin van de 16e eeuw jaarlijks 18 tot 20 schepen vol peper naar China vertrokken. Hij schreef in zijn Itinerario dat er ook veel zijde en benzoë werden uitgevoerd, dat er in één straat wel 500 geldwisselaars waren en er jonken met drie masten en twee roeren werden gebouwd.

## Komst van de islam
De kooplieden vanuit India en Perzië en later Arabië brachten ook de islam naar Sumatra. Marco Polo zag dat in Ferlec (wellicht Peureulak), een van de plaatsen die hij in 1292 op Sumatra bezocht, de islam werd beleden. 
De kroniekschrijver Ma Huan die de Chinese zeevaarder Zheng He vergezelde op zijn reizen in 1413, 1421 en 1432 schreef in zijn 'Alomvattende verkenning van oceaankusten' (瀛涯勝覽 : Ying-yai Sheng-lan) uit 1433 dat de voornaamste koninkrijken in het noorden van Sumatra al islamitische sultanaten waren. 
Ludovico di Varthema heeft het over een Sumatra met drie hindoe koningen;, maar dit kan hij aan verouderde bronnen hebben ontleen.
In zijn reisbeschrijving uit 1516 zegt de Portugees Duarte Barbosa dat de meeste havensteden worden bewoond door moslims en noemt daarbij uitdrukkelijk Pedir. 
Rond 1477 kreeg Pedir een dynastie van vorsten die zich sultan noemden, wat erop wijst dat het toen een islamitisch rijk was.
Pedir werd een haven waar vrome Sumatraanse moslims aan boord gingen voor hun bedevaart naar Mekka, de hadj. De naam Padri voor een latere groep islamisten is vermoedelijk afgeleid van orang pidari en daarmee verwijzen naar de betekenis die Pedir voor vrome moslims had.

## Neergang
De groei van Malakka en komst van de Portugezen in India maakten dat de handelsroutes veranderden, zodat Pedir haar overheersende positie verloor. Bovendien was het sultanaat aan het einde van de 15e eeuw verwikkeld in een jarenlange strijd met naburige vorstendommen. Aanvankelijk verliep die succesvol en werden zowel Daja als het toen nog kleine Atjeh vazalstaten van Pedir.
De Portugezen probeerden goedschiks of kwaadschiks steeds meer greep op de handel te krijgen en steun te geven aan verbreiding van het rooms-katholieke geloof. Hierbij ontmoeten zij weerstand van islamitische koopvaarders en vorsten. Om hun positie te versterken veroverden de Portugezen in 1511 Malakka en probeerden zij telkens weer gebruik te maken van de onderlinge verdeeldheid tussen sultans.

In  Ali Mughajat Sjah, de heerser van de kleine vazalstaat Atjeh vonden zij een onverzoenlijke tegenstander. Vanaf 1511 maakte hij zich eerst los van Pedir om met succes zijn eigen positie versterken. In 1524 was hij erin geslaagd om zowel de heerser over Daja als de sultan van Pedir te verjagen.
Hij had veel steun van de bevolking en legde zo de grondslag voor het grote sultanaat Atjeh. Ook in het nog oostelijker gelegen Pasai, dat economisch had geprofiteerd van de veranderde handelsroutes, moest de sultan het veld ruimen voor de expansie van Atjeh.
Voortaan was Pedir een vazalstaat van Atjeh. Koopvaarders die de Portugezen in Malakka wilden of moesten omzeilen kozen voor de route langs de westkust van Sumatra en kwamen zo wel naar Atjeh, maar niet meer langs Pedir. Pedir boette zo aan belang in.

## Sultans van Pedir
Vanaf het aantreden van Soeleiman in 1477 was Pedir een sultanaat, maar omdat de bronnen onvolledig zijn en elkaar soms tegenspreken is het niet mogelijk volledig uitsluitsel te geven over zijn opvolgers.
Ook is er soms verwarring over titels: een sultan muda ("junior sultan") is een ambt dat niet per se door een latere sultan wordt vervuld. Het algemene standaardwerk Regents Of Nations geeft onderstaande reeks. De naam is steeds weergegeven in achtereenvolgens: Nederlands - modern Indonesisch - Engels met diakritisch tekens; de titel sultan - Sultan - Sulṭān is daarbij weggelaten.
1. Soeleiman ben Mohammed Aladdin - Maharaja Sulaiman Nur - Sulaymān Nur ibn Muḥammad 'Alā'ad-Dīn
2. Hoesein - Maharaja Husein Syah - Ḥusayn Šāh
3. Ma'roef - Maharaja Malik Ma’ruf Syah - Makruf Šāh
4. Achmed - Maharaja Ahmad Syah - Aḥmad Šāh

Ma'roef was de laatste die als sultan van Pedir stierf in 1511. Achmed volgde zijn vader wel op, maar werd door Ali Mughajat Sjah afgezet als sultan. Ma'roef en Achmed liggen begraven op de begraafplaats Teunku di Kandang, bij Klibeuet, even buiten Sigli.

## Pedir in de Nederlandse geschiedenis

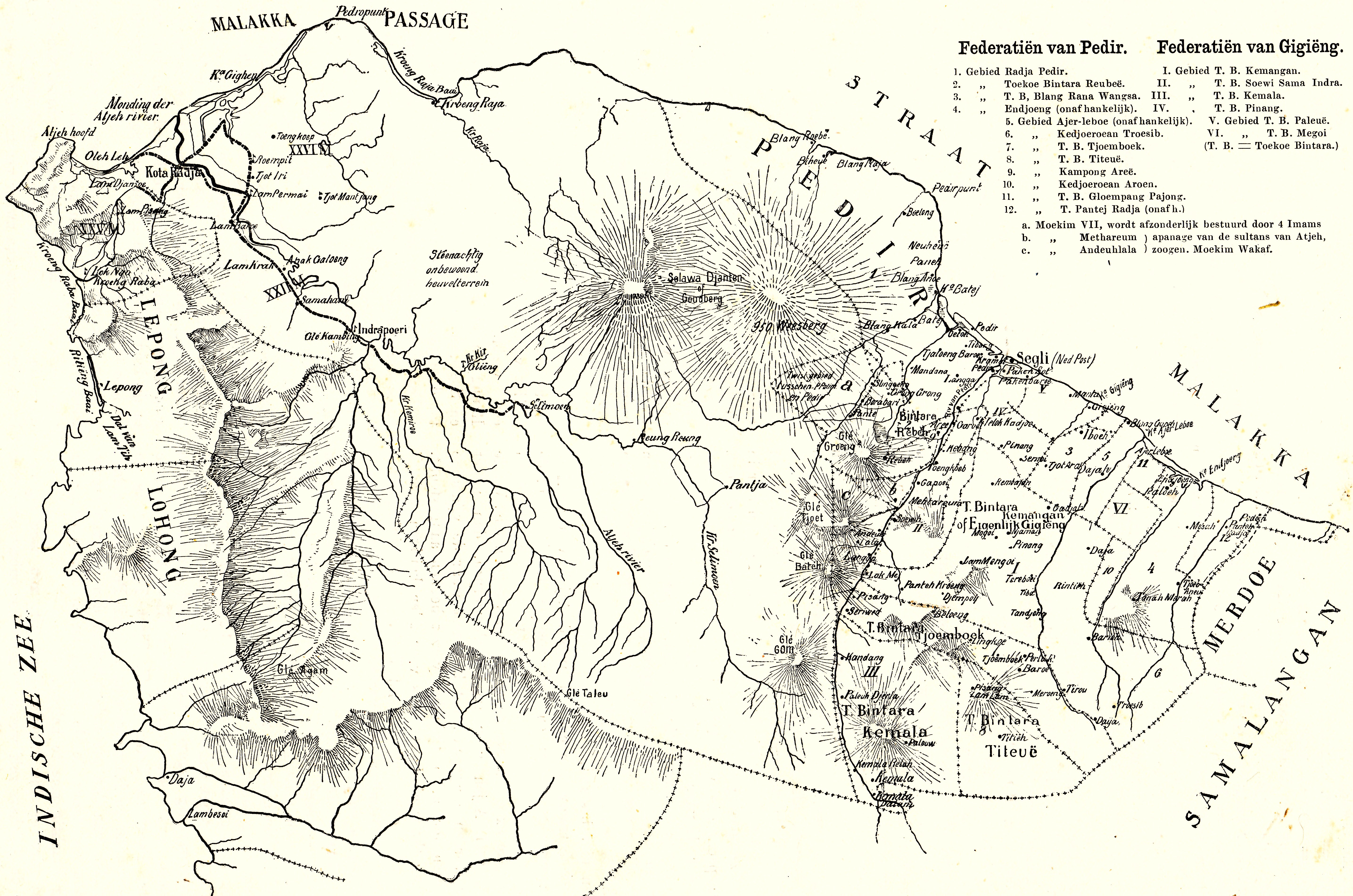
Kaart met Pedir uit 1898

De lucratieve koopvaart van de Portugezen naar het Verre Oosten kreeg aan het eind van de zestiende eeuw navolging vanuit Nederland. Toen Jan Huygen van Linschoten in 1596 zijn ervaringen bij de Portugezen vastlegde in Itinerario, voyage ofte schipvaert naer Oost ofte Portugaels Indien schreef hij over Pedir: 
"... so zijnder sommighe plaetsen in dit eylandt, daer die Portugesen handelen, die met die van Malacca haer traffique dryven, als een plaets, ghenaemt Pedir, welck leyt 20. mylen van Acheijn aende custe teghen over Malacca, van waer comt veel peper, ende ooc gout, ..."
In 1599 bezochten de broers Cornelis en Frederik de Houtman op hun tweede reis naar Indië  ook Atjeh bezocht, waarvan Pedir toen een vazalstaat was. Vermoedelijk door stoken van de Portugezen ontstond er een conflict met de sultan, wat onder meer tot gevolg had dat Frederik de Houtman meer dan een jaar werd vastgehouden in Pedir, totdat de betrekkingen tussen de Nederlanders en de Atjehers weer vriendschappelijk werden.
Maar Pedir raakte in de eeuwen daarna steeds verder op de achtergrond. In de Atjeh-oorlog werd de naam Pedir wel weer gebruikt (de "Pedir-expeditie"), maar vooral omdat  de landstreek Pidië onder die naam in Nederland bekend was geworden. Uiteindelijk werd die laatste naam ook in de koloniale tijd gangbaar. Tegenwoordig bestaat er niet eens duidelijkheid over de precieze plek waar Pedir heeft gelegen.